# Ваєтт (Міссурі)
Ваєтт (англ. Wyatt) — місто (англ. city) в США, в окрузі Міссісіпі штату Міссурі. Населення — 219 осіб (2020).

## Географія
Ваєтт розташований за координатами 36°57′37″ пн. ш. 89°10′10″ зх. д. / 36.96028° пн. ш. 89.16944° зх. д. (36.960331, -89.169548).  За даними Бюро перепису населення США в 2010 році місто мало площу 3,18 км², з яких 3,04 км² — суходіл та 0,15 км² — водойми.

## Демографія
Згідно з переписом 2010 року, у місті мешкало 319 осіб у 135 домогосподарствах у складі 84 родин. Густота населення становила 100 осіб/км².  Було 164 помешкання (52/км²).
Расовий склад населення:
| - 84,3 % — білих - 15,0 % — чорних або афроамериканців |

До двох чи більше рас належало 0,6 %. Частка іспаномовних становила 0,3 % від усіх жителів.
За віковим діапазоном населення розподілялося таким чином: 27,0 % — особи молодші 18 років, 58,0 % — особи у віці 18—64 років, 15,0 % — особи у віці 65 років та старші. Медіана віку мешканця становила 37,9 року. На 100 осіб жіночої статі у місті припадало 101,9 чоловіків;  на 100 жінок у віці від 18 років та старших — 106,2 чоловіків також старших 18 років.
Середній дохід на одне домашнє господарство  становив 35 898 доларів США (медіана — 32 946), а середній дохід на одну сім'ю — 39 382 долари (медіана — 31 250). За межею бідності перебувало 28,4 % осіб, у тому числі 41,4 % дітей у віці до 18 років та 10,5 % осіб у віці 65 років та старших.
Цивільне працевлаштоване населення становило 180 осіб. Основні галузі зайнятості: роздрібна торгівля — 26,7 %, сільське господарство, лісництво, риболовля — 22,8 %, освіта, охорона здоров'я та соціальна допомога — 11,7 %, виробництво — 8,3 %.